# Sparta in het seizoen 1963/64
Het seizoen 1963/1964 was het 10e jaar in het bestaan van de Rotterdamse betaaldvoetbalclub Sparta. De club kwam uit in de Eredivisie en eindigde daarin op de 14e plaats. Tevens deed de club mee aan het toernooi om de KNVB Beker, hierin werd in de derde ronde verloren van Ajax (0–1).

## Wedstrijdstatistieken

### Eredivisie
|       | ADO   | Ajax  | Blauw-Wit | DOS   | DWS/A | Sportclub Enschede | Feijenoord | Fortuna '54 | Go Ahead | GVAV  | Heracles | MVV   | NAC   | PSV   | Volendam |
| ----- | ----- | ----- | --------- | ----- | ----- | ------------------ | ---------- | ----------- | -------- | ----- | -------- | ----- | ----- | ----- | -------- |
| Thuis | 0 – 2 | 2 – 5 | 2 – 2     | 1 – 3 | 4 – 2 | 2 – 2              | 0 – 0      | 1 – 1       | 0 – 3    | 1 – 1 | 2 – 1    | 2 – 1 | 3 – 0 | 0 – 2 | 1 – 1    |
| Uit   | 1 – 4 | 0 – 0 | 3 – 2     | 2 – 0 | 1 – 1 | 2 – 0              | 0 – 1      | 0 – 0       | 2 – 0    | 3 – 0 | 1 – 0    | 2 – 2 | 2 – 1 | 2 – 0 | 5 – 2    |

### KNVB Beker
| 1e ronde                                       | HVC                                                           | 0 – 2 (0 – 2) | Sparta                            |
| 29 september 1963 Plaats: Amersfoort Birkhoven |                                                               |               | 33' Frank Franken 36' Béla Bodnár |
| 2e ronde                                       | Sparta                                                        | 5 – 1 (2 – 0) | RBC                               |
| 17 november 1963 Plaats: Rotterdam Het Kasteel | Piet van Miert 8', 18', 56' Tonny van Ede 74' Cor Adelaar 90' |               | 81' Peter Laseroms                |
| 3e ronde                                       | Sparta                                                        | 0 – 1 (0 – 0) | Ajax                              |
| 9 februari 1964 Plaats: Rotterdam Het Kasteel  |                                                               |               | 69' Cees Groot                    |

### International Football Cup
| Groepsfase                                                               | IFK Göteborg                                                                               | 3 – 4 (2 – 2)    | Sparta                                                              |
| 23 juni 1963 Plaats: Göteborg Gamla Ullevi                               | Bertil Johansson 15' (pen.) Lennart Wallin 40' Rolf Eklöf 75'                              | Wedstrijdverslag | 7' Cor Adelaar 27' Béla Bodnár 50' Piet de Vries 60' Piet van Miert |
| Groepsfase                                                               | Sparta                                                                                     | 5 – 1 (1 – 0)    | First Vienna FC                                                     |
| 30 juni 1963 Plaats: Rotterdam Het Kasteel                               | Piet van Miert 34', 62', 66', 73', 84'                                                     | Wedstrijdverslag | 67' Todor Veselinović                                               |
| Groepsfase                                                               | FC Bayern München                                                                          | 6 – 0 (3 – 0)    | Sparta                                                              |
| 6 juli 1963 Plaats: München Städtisches Stadion an der Grünwalder Straße | Josef Röckenwagner 8', 78' Rainer Ohlhauser 11', 18' Karl Schneider 69' Jakob Drescher 80' | Wedstrijdverslag |                                                                     |
| Groepsfase                                                               | Sparta                                                                                     | 1 – 2 (0 – 0)    | FC Bayern München                                                   |
| 13 juli 1963 Plaats: Rotterdam Het Kasteel                               | Cor Adelaar 73'                                                                            | Wedstrijdverslag | 50', 79' Dieter Brenninger                                          |
| Groepsfase                                                               | First Vienna FC                                                                            | 4 – 1 (2 – 0)    | Sparta                                                              |
| 20 juli 1963 Plaats: Wenen Hohe Wartestadion                             | Erhard Wieger 9' Erich Schießwald 15' Johann Lahner 64' Todor Veselinović 82'              | Wedstrijdverslag | 74' Eddy van de Graaf                                               |
| Groepsfase                                                               | Sparta                                                                                     | 2 – 1 (2 – 0)    | IFK Göteborg                                                        |
| 27 juli 1963 Plaats: Rotterdam Het Kasteel                               | Cor Adelaar 17' Eddy van de Graaf 33'                                                      | Wedstrijdverslag | 60' Rolf Eklöf                                                      |

## Statistieken Sparta 1963/1964

### Eindstand Sparta in de Nederlandse Eredivisie 1963 / 1964
| Stand | Gespeeld | Gewonnen | Gelijk | Verloren | Punten | Doelpunten voor | Doelpunten tegen |
| ----- | -------- | -------- | ------ | -------- | ------ | --------------- | ---------------- |
| 14e   | 30       | 6        | 10     | 14       | 22     | 34              | 52               |

### Topscorers
| #                 | Naam             | Goal |
| ----------------- | ---------------- | ---- |
| 1.                | Piet de Vries    | 11   |
| 2.                | Piet van Miert   | 10   |
| 3.                | Cor Adelaar      | 5    |
| 3.                | Theo Laseroms    | 5    |
| 5.                | Hans Eijkenbroek | 4    |
| 5.                | Piet de Groot    | 4    |
| Onbekend doelpunt |                  |      |
| –                 | Onbekend         | 1    |
| Totaal            | Totaal           | 34   |

| #      | Naam           | Goal |
| ------ | -------------- | ---- |
| 1.     | Piet van Miert | 3    |
| 2.     | Cor Adelaar    | 1    |
| 2.     | Béla Bodnár    | 1    |
| 2.     | Tonny van Ede  | 1    |
| 2.     | Frank Franken  | 1    |
| Totaal | Totaal         | 7    |

| #      | Naam              | Goal |
| ------ | ----------------- | ---- |
| 1.     | Piet van Miert    | 6    |
| 2.     | Cor Adelaar       | 3    |
| 3.     | Eddy van de Graaf | 2    |
| 4.     | Béla Bodnár       | 1    |
| 4.     | Piet de Vries     | 1    |
| Totaal | Totaal            | 13   |

## Voetnoten
ADO ·
Ajax ·
Blauw-Wit ·
DOS ·
DWS ·
Sportclub Enschede ·
Feijenoord ·
Fortuna '54 ·
Go Ahead ·
GVAV ·
Heracles ·
MVV ·
NAC ·
PSV ·
Sparta ·
Volendam